# Kiszsám
Kiszsám (szerbül Мали Жам / Mali Žam, románul Jamu Mic, németül Kleinscham) település Szerbiában, a Vajdaságban, a Dél-bánsági körzetben, Versec községben.

## Fekvése
Versectől északra, Versecvát, Nagyzsám és Nagyszered közt fekvő település.

## Története
Kiszsám már a középkorban is létezett. Nevét 1424-ben említette oklevél Saan néven, mely szerint ekkor még csak egy helység létezett és valószínű, hogy a török hódoltság alatt is lakott maradt.
Az 1723-1725-ös gróf Mercy-féle térképen C. Zamm néven, a verseczi kerületben lakott helyként jelölték, míg a hivatalos térképen Csam alakban írták.
A település 1826-ig a kincstár birtoka volt, 1826-1888. között a Karátsonyi család birtoka volt, majd örököseié lett. 1894-től gróf Zichy Guidó része, gróf Hadik Jánosné birtoka lett, de birtokosok voltak itt még Obradovics Boriszláv, Pászt Gyula és Spatariu Vladimir verseczi lakosok is, akiknek szintén nagyobb birtokuk volt a településen.
1910-ben 1089 lakosából 93 magyar, 705 román, 252 szerb volt. Ebből 97 római katolikus, 23 református, 958 görögkeleti ortodox volt.
A trianoni békeszerződés előtt Temes vármegye Verseczi járásához tartozott.

## Népesség

### Demográfiai változások
| 1948 | 1953 | 1961 | 1971 | 1981 | 1991 | 2002 | 2011 |
| ---- | ---- | ---- | ---- | ---- | ---- | ---- | ---- |
| 999  | 1034 | 880  | 698  | 565  | 499  | 379  | 283  |

## Nevezetességek
- Görögkeleti temploma - 1886-ban épült

## Források

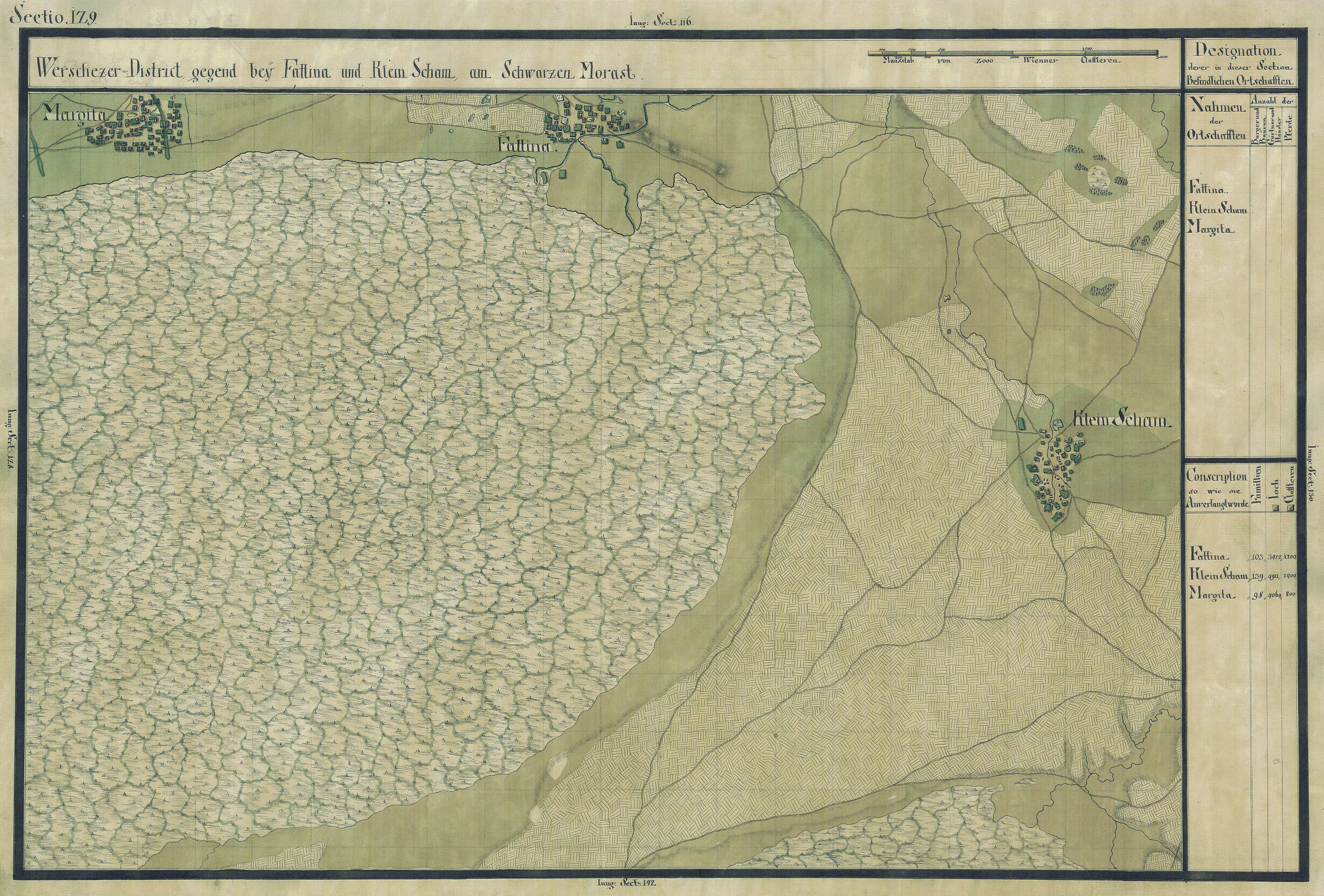
Kiszsám egy régi térképen